# مومبارکارو
مومبارکارو (به ایتالیایی: Mombarcaro) یک کومونه در ایتالیا است که در استان کونیو واقع شده‌است.

## خصوصیات
مومبارکارو ۲۰٫۴ کیلومترمربع مساحت و ۳۱۹ نفر جمعیت دارد.